# Forduljon Psmithhez
A Forduljon Psmithhez (eredeti címe: Leave It to Psmith) egy 1923-ban megjelent szórakoztató regény P. G. Wodehouse tollából, a "Blandings-kastély"-sorozat második része. Magyar nyelven először a Pantheon Irodalmi Intézet gondozásában látott napvilágot Devecseriné Guthi Erzsébet fordításában, azóta pedig számos kiadást ért meg. 

## Cselekmény
Egy szép júniusi reggelen Clarence Threepwood - vagyis Lord Emsworth -, a Blandings-kastély ura bosszús, mert elveszett a szemüvege. Miközben a személyzet nagy elánnal keresi az okulárét, a könyvtárszobába belép Rupert Baxter, a titkár, s közli a gróffal, hogy aznap délután Londonba kell mennie, hogy magával hozza a híres kanadai költőt, Ralston McTodd-ot, illetve még találkoznia kell Eve Halliday-el is, aki a kastély könyvtárát fogja katalogizálni. Mindez azért van, mert a gróf húga, Lady Constance Keeble irodalmi összejövetelt rendez, miután egy hajóúton hazafelé tartva megismerkedett egy költőnővel Miss Aileen Peavey-vel, aki teljesen lenyűgözte. Lord Emsworth ki nem állhatja az ilyen összejöveteleket (mindenféle író-költő özönli el ilyenkor a birtokot), és legszívesebben a kertben sétálgatna, gyönyörködne virágaiban és vitatkozna Angus McAllisterrel is, a skót kertésszel. Miután a titkár távozik, belép Mr. Keeble, Constance férje, és megpróbálja rábírni, hogy a húszezer font értékű nyakékét inkább helyezze a bankba. Felesége erre nem hajlandó; Mr. Keeble még azt is közli vele, hogy levelet kapott fogadott lányától, Phyllis Jacksontól, amelyben azt írja, hogy háromezer fontra lenne szüksége, hogy férjével, Mike-kal egy farmot vásároljanak. Constance néni erre sem hajlandó, mert Phyllis az őáltala kiszemelt férj helyett Mike-hoz ment hozzá, ezért ki is tagadta. 

## Szereplők
Clarence Threepwood, Lord Emsworth
Ronald Eustace "Psmith" Smith
Eve Halliday
Freddie Threepwood
Lady Constance Keeble
Rupert Baxter
Aileen Peavey
Eddie Cootes
Beach, a komornyik
Ralston McTodd
Miss Clarkson
Christopher Walderwick 